# 黄湾村 (卢氏县)
黄湾村，中华人民共和国河南省三门峡市卢氏县徐家湾乡所辖的一个行政村，位于该乡西部，距乡驻地22公里。黄湾村西邻陕西省洛南县王岭乡。全村168户、652人，分为8个居民组。耕地面积540亩。  行政区划代码411224208208。